# Bellanca CD
El Bellanca CD fue el primer avión diseñado para la Maryland Pressed Steel Company, por el diseñador aeronáutico Giuseppe Mario Bellanca. El avión también fue llamado Bellanca C.D. o "Biplano Tractor CD".

## Desarrollo
En 1916, la Maryland Pressed Steel Company contrató a Giuseppe Mario Bellanca para desarrollar un biplano biplaza con la intención de vender ejemplares al gobierno durante el esfuerzo bélico (Primera Guerra Mundial).
El avión biplaza fue construido en la fábrica de la Avenida Pope en Hagerstown, Maryland, y realizó pruebas de vuelo en el aeródromo de Doub's Meadow, en lo que actualmente es el South Hagerstown High School.
Bellanca había diseñado previamente su propio avión en parasol en Sicilia, y había traído los ejemplares a Nueva York para probarlos en vuelo. La Bellanca Aeroplane Company and Flying School fue formada en 1911 en Mineola (Long Island), Nueva York, donde Bellanca instruyó al Alcalde Fiorello LaGuardia.

## Diseño
El Bellanca CD era un biplano biplaza que usaba el pandeo o flexión alar para el control del alabeo.

## Historia operacional
Aunque fueron construidos 6 ejemplares, el avión no entró en producción ya que el final de la Primera Guerra Mundial detuvo nuevos contratos. Un empleado, Lewis E. Reisner, abandonó la empresa para formar la Reisner Aero Service Company en Hagerstown, que finalmente se convertiría en la Kreider Reisner Aircraft Company.
El avión derivó en el Bellanca CE, con un motor de 55 hp.

## Especificaciones

### Características generales
- Tripulación: Un piloto.
- Capacidad: Un pasajero.
- Longitud: 7,9 m
- Envergadura: 7,9 m
- Peso vacío: 181,4 kg
- Peso cargado: 351,5 kg
- Planta motriz: 1× motor radial de 3 cilindros Anzani.
  - Potencia:  35 hp

### Rendimiento
- Velocidad crucero (Vc): 136,8 km/h

### Secuencias de designación
- Secuencia Letras/Letras y números (de Bellanca): CD - CE - CF - WB-2 →